# خورشید در شب
خورشید در شب (فرانسوی: Le soleil même la nuit‎) با نام کامل خورشید همچنان در شب می‌درخشد (ایتالیایی: Il sole anche di notte) یک فیلم درام ایتالیایی به کارگردانی برادران تاویانی است که در سال ۱۹۹۰ منتشر شد.این فیلم در بخش خارج از مسابقه جشنواره فیلم کن ۱۹۹۰ به نمایش درآمد.
فیلم‌نامهٔ این فیلم بر پایهٔ نمایش‌نامهٔ باباسرگئی اثر لئو تولستوی نگاشته شده‌است.

## بازیگران
- جولیان سندز
- شارلوت گنزبور
- ناستاسیا کینسکی
- ماسیمو بونتی
- مارگاریتا لوسانو
- رودیگر فوگلر
- پاملا ویلورسی
- پاتریسیا میلارده
- تونی اسپراندئو
- سالواتوره رُسی
- دورا رومانو